# Brek Zarith
Het koninkrijk van Brek Zarith is een fictief land uit de stripserie Thorgal van de Belgische scenarist Jean Van Hamme en de Poolse tekenaar Grzegorz Rosiński. Het land is vernoemd naar het kasteel Brek Zarith dat gebouwd is op een rots voor de kust en van waaruit het koninkrijk wordt geregeerd. 
Brek Zarith wordt geregeerd door Galathorn. Als Galathorn nog een kind is, eigent diens oudere neef Shardar zich de troon toe en dompelt vervolgens het koninkrijk in chaos en waanzin. Galathorn weet te ontsnappen en met de hulp van Thorgal en de Vikingen slaagt hij erin om zijn troon terug te winnen. Niettemin blijft Brek Zarith een bedreigd koninkrijk, door vijanden, zowel van binnen als van buiten uit.